# فرانسوا غيرين
فرانسوا غيرين هو سياسي كندي، ولد في 3 أغسطس 1944 في كوتيكوك في كندا، وتوفي في 3 أبريل 2005. نشط حزبياً في الحزب الكندي التقدمي المحافظ والكتلة الكيبيكية ومستقل. وقد انتخب عضو مجلس العموم الكندي.